# Ric Young
Ric Young, pseudonimo di Wing-Wah Yung (Kuala Lumpur, 1944), è un attore malaysiano cresciuto in Inghilterra, noto per ruolo del Dottor Zhang Lee nella serie Alias e quello di Kao Kan nel film Indiana Jones e il tempio maledetto.

## Filmografia parziale

### Cinema
- La locanda della sesta felicità (The Inn of the Sixth Happiness), regia di Mark Robson (1958)
- Il terrore dei Tongs (The Terror of the Tongs), regia di Anthony Bushell (1961)
- Storia cinese (Satan Never sleeps), regia di Leo McCarey (1962)
- Lord Jim, regia di Richard Brooks (1965)
- Fu Manchu A.S.3 – Operazione tigre (The Face of Fu Manchu), regia di Don Sharp (1965)
- Il giorno dei fazzoletti rossi (The Brides of Fu Manchu), regia di Don Sharp (1966)
- Agente 007 - Si vive solo due volte (You Only Live Twice), regia di Lewis Gilbert (1967)
- La lunga ombra gialla (The Chairman), regia di J. Lee Thompson (1969)
- Avventurieri ai confini del mondo (High Road to China), regia di Brian G. Hutton (1983)
- Indiana Jones e il tempio maledetto (Indiana Jones and the Temple of Doom), regia di Steven Spielberg (1984)
- Il successo è la miglior vendetta (Success Is the Best Revenge), regia di Jerzy Skolimowski (1984)
- L'ultimo imperatore (The Last Emperor), regia di Bernardo Bertolucci (1987)
- Cyborg 2, regia di Michael Schroeder (1993)
- Dragon - La storia di Bruce Lee (Dragon: The Bruce Lee Story), regia di Rob Cohen (1993)
- Gli intrighi del potere - Nixon (Nixon), regia di Oliver Stone (1995)
- Sette anni in Tibet (Seven Years in Tibet), regia di Jean-Jacques Annaud (1997)
- The Corruptor - Indagine a Chinatown (The Corruptor), regia di James Foley (1999)
- Kiss of the Dragon, regia di Chris Nahon (2001)
- The Transporter (Le Transporteur), regia di Corey Yuen (2002)
- American Gangster, regia di Ridley Scott (2007)
- 41 anni vergine (The 41-Year-Old Virgin Who Knocked Up Sarah Marshall and Felt Superbad About It), regia di Craig Moss (2010)
- Izmena, regia di Kirill Serebrennikov (2010)

### Televisione
- Gioco pericoloso (Danger Man) – serie TV, un episodio (1960)
- Agente speciale (The Avengers) – serie TV, episodio 1x22 (1961)
- Missione segreta (Espionage) – serie TV, un episodio (1963)
- Il Santo (The Saint) – serie TV, un episodio (1964)
- Tris d'assi (The Champion) – serie TV, un episodio (1968)
- Adam Strange – serie TV, un episodio (1969)
- Dottori in allegria (Doctor in the House) – serie TV, un episodio (1969)
- Jason King – serie TV, un episodio (1972)
- Capitan Onedin (The Onedin Line) – serie TV, un episodio (1972)
- Mr. Abbott e famiglia (Bless This House) – serie TV, un episodio (1974)
- The Tomorrow People – serie TV, un episodio (1974)
- The Chinese Puzzle – serie TV, 6 episodi (1974)
- Hawaii Squadra Cinque Zero (Hawaii Five-O) – serie TV, un episodio (1976)
- Crown Court – serie TV, un episodio (1977)
- Il ritorno di Simon Templar (Return of the Saint) – serie TV, un episodio (1978)
- Blake's 7 – serie TV, un episodio (1980)
- Reilly, l'asso delle spie (Reilly: Ace of Spies) – serie TV, un episodio (1983)
- Il re di Hong Kong (Noble House) – serie TV, 4 episodi (1988)
- Booker – serie TV, un episodio (1989)
- Tatort – serie TV, un episodio (2001)
- Rischio mortale (Chain of Command), regia di John Terlesky – film TV (2000)
- Alias – serie TV, 5 episodi (2001-2004)
- Una donna alla Casa Bianca (Commander in Chief) – serie TV, un episodio (2005)
- Hawaii Five-0 – serie TV, un episodio (2010)

## Doppiatori italiani
Nelle versioni in italiano delle opere in cui ha recitato, Ric Young è stato doppiato da:
- Ambrogio Colombo in Kiss of the Dragon, The Transporter
- Marco Guadagno in Indiana Jones e il tempio maledetto
- Raffaele Uzzi in L'ultimo imperatore
- Lucio Saccone in Dragon - La storia di Bruce Lee
- Sandro Sardone in Sette anni in Tibet
- Sergio Tedesco in The Corruptor - Indagine a Chinatown
- Massimo Rossi in Alias
- Oliviero Dinelli in American Gangster
- Pino Ammendola in Hawaii Five-0